# Lawaczeck-Turbine

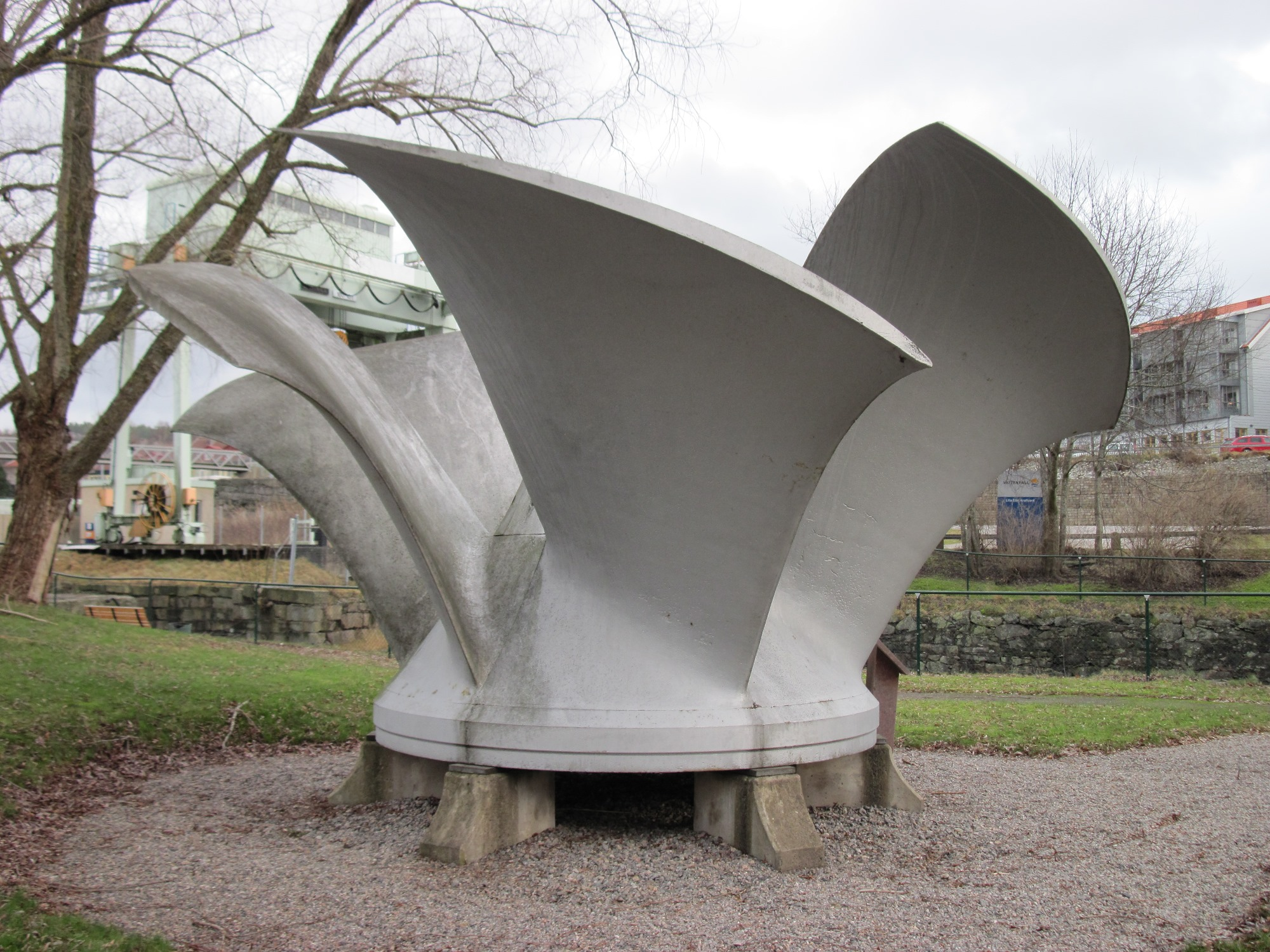
Läufer einer Lawaczeck-Turbine beim Kraftwerk Lilla Edet in Schweden, wo seit 1926 eine solche Turbine in Betrieb war.

Die Lawaczeck-Turbine ist eine vom deutschen Ingenieur Franz Lawaczeck entwickelte Bauart von Wasserturbinen. Es handelt sich dabei um eine Schrägpropellerturbine, die von ihren technischen Eigenschaften zwischen der Francis-Turbine und Axialpropellerturbinen (Kaplan-Turbinen) angesiedelt ist. Die Form war von Pumpenlaufrädern, Schiffsschrauben und Schraubenturbinen abgeleitet.
Vor allem wegen ihres schlechten Teilllastverhaltens setzte sich die Turbine nicht durch, sondern wurde schon bald nach ihrer Erfindung von der technisch überlegenen Kaplan-Turbine verdrängt.

## Geschichte

### Entwicklung und Einsatz

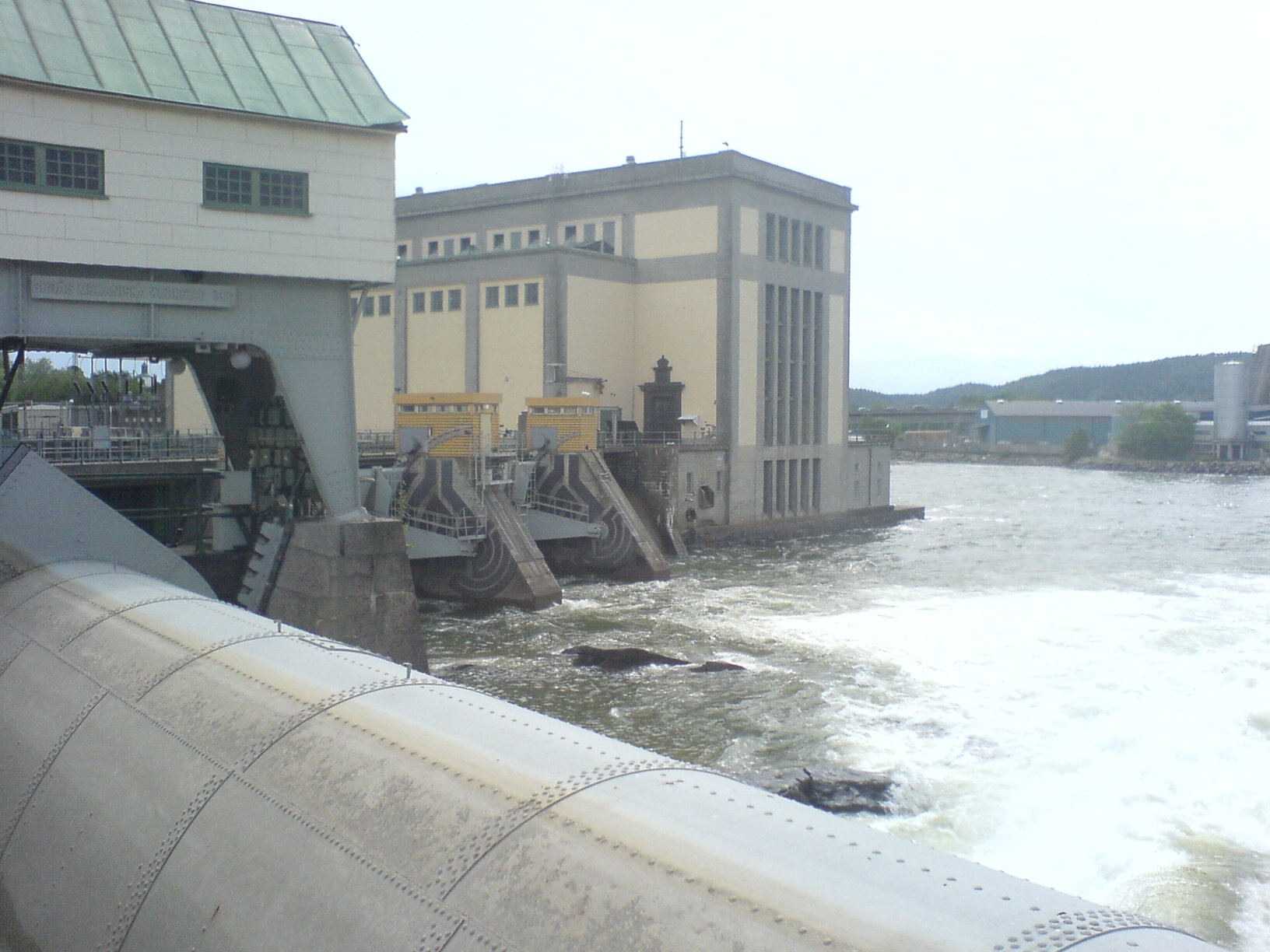
Das Kraftwerk Lilla Edet

Lawaczeck entwickelte die neue Turbine aus einem von ihm selbst „Myria-Rad“ genannten Pumpenlaufrad, welches er als Oberingenieur in Diensten der Turbinen- und Pumpenfabrik Weise Söhne in Halle (Saale) konstruiert hatte. Darauf aufbauend entwickelte er Anfang der 1920er-Jahre als Berater und freier Mitarbeiter der Neumeyer-Turbinenfabrik in München ein ähnliches Turbinenrad.
Seinen ersten Großeinsatz hatte Lawaczecks „Myria-Turbine“ ab 1926 im Wasserkraftwerk Lilla Edet am Fluss Göta älv in Schweden. Hier wurde eine Lawaczeck-Turbine für die Grundlast mit einer besser regelbaren Kaplan-Rohrturbine für schwankende Wassermenge kombiniert. Die Turbine wurde von der Aktiebolaget Finshyttan aus Finshyttan bei Filipstad in Schweden gebaut. Sie war mit mehr als 10.000 PS Leistung und etwa 6 m Laufraddurchmesser zum damaligen Zeitpunkt die mit Abstand größte Turbine der Welt. Später wurde im selben Kraftwerk eine zweite Lawaczeck-Turbine eingebaut.
Die nächste, deutlich kleinere Lawaczeck-Turbine (2000 PS, gebaut von Neumeyer) wurde im Mainkraftwerk Viereth eingesetzt. Auch im Isar-Kraftwerk Mittenwald wurde um 1930 eine Lawaczeck-Turbine getestet.
Zu den Lizenznehmern der Lawaczeck-Turbine gehörten außer den bereits oben erwähnten Herstellern Finshyttan und Neumeyer auch Voith, die Ateliers de Charmilles in Genf und die Schichau-Werke in Westpreußen.

### Konkurrenz zur Kaplan-Turbine
Die Lawaczeck-Turbine stand in direkter Konkurrenz zur fast zeitgleich entwickelten und patentierten Turbine des Erfinders Viktor Kaplan, die für sehr ähnliche Einsatzgebiete (Wasserkraftwerke mit hoher Wassermenge bei geringer Fallhöhe) geeignet war. Die Lawaczeck-Turbine wies aber insbesondere bei Teilbeaufschlagung einen schlechteren Wirkungsgrad auf. Vergleichsversuche im Wasserkraftwerk Lilla Edet zeigten deutlich die Nachteile der Lawaczeck-Turbine. Aufgrund ihrer technisch-wirtschaftlichen Überlegenheit setzte sich die Kaplan-Turbine schnell am Markt durch und verdrängte die Lawaczeck-Turbine.
Um den Siegeszug der Kaplan-Turbine zu stoppen, versuchte Lawaczeck wiederholt, auch juristisch gegen Kaplan vorzugehen und dessen Patent anzufechten. Der Rechtsstreit zog sich über mehrere Jahre hin, letztlich unterlag Lawaczeck 1925 in einer Verhandlung vor dem Reichsgericht Leipzig.

## Erhaltene Exemplare
Eine große Lawaczeck-Turbine ist bis heute im Wasserkraftwerk Lilla Edet in Schweden in Betrieb. Im Außenbereich des Kraftwerkes wurde zudem ein Turbinenläufer, der lange Zeit im Kraftwerk im Einsatz war, als technisches Denkmal aufgestellt.
Zwei kleinere Lawaczeck-Turbinen, gebaut von Voith, sind bis heute im historischen Wasserkraftwerk in Harnrode in Hessen erhalten (P max ca. 250 kW) und in Betrieb.
Eine weitere Lawaczeck-Turbine mit einer maximalen Leistung von 225 kW wird grundrenoviert in der Anlage Lengers an der Werra betrieben. Der Läufer wurde im Jahr 1996 durch einen baugleichen (urspr. Bj. 1928) MonoLäufer aus Alubronze ersetzt. In den frühen Jahren wurden diese Läufer mit einer Nabe und einzelnen Schaufeln (in diesem Fall 5), welche auf die Nabe „aufgesteckt“ wurden, gebaut und betrieben. Die Stückgewichte waren durch diese Vorgehensweise deutlich leichter und dadurch besser zu handeln.
Ein Läufer einer Lawaczeck-Turbine wird im Science Museum in London aufbewahrt.